# 송 평공
송 평공(宋平公, ? ~ 기원전 532년)은 중국 춘추 시대의 인물로, 제26대 송공이다. 성은 자(子), 휘는 성(成)이다.

## 생애
25대 송공 송 공공의 작은아들이다. 공공 13년(기원전 576년), 공공이 죽었고, 형인 태자 비(肥)가 사마 탕택(蕩澤, 자는 자산(子山))에게 살해당했다. 당시 화원이 우사(右師, 송나라의 벼슬 이름), 어석(魚石)이 좌사(左師, 송나라의 벼슬 이름), 탕택이 사마, 화희(華喜)가 사도, 공손사(公孫師)가 사성, 상위인(向爲人)이 대사구, 인주(鱗朱)가 소사구, 상대(向帶)가 대재, 어부(魚府)가 소재를 맡고 있었는데, 이 중 화원과 화희는 송 대공의 자손이고, 공손사는 송 장공의 자손이며, 나머지 어석, 탕택, 상위인, 인주, 상대, 어부는 모두 송 환공의 자손이었다.
당산(탕택)은 화원도 죽이려 해, 화원은 진나라로 달아나 황하까지 이르렀다. 어석이 화원을 만류하려 하자 어부가 화원이 탕택을 토벌하면 환씨(송 환공의 자손)는 망할 것이라고 어석을 만류했다. 그러나 어석은 화원이 공이 많고 국인들도 많이 따르기 때문에 화원을 쫓아냈다가는 환씨에게도 이롭지 못하리라고 여겼고, 또 화원이 탕택을 감히 토벌하지는 못하리라고 했다. 설령 화원이 탕택을 토벌해 환씨가 망하더라도, 상술(向戌)만은 남을 수 있을 것이라고 했다. 화원은 어석의 만류를 받자 황하에서 돌아와 화희와 공손사를 시켜 탕택을 주살하고 평공을 옹립했다. 이에 어석, 상위인, 인주, 상대, 어부는 모두 초나라로 달아났고, 화원은 상술을 좌사로 삼고 노좌를 사마로 삼고 악예를 사구로 삼아 결원을 채우고 나라를 안정시켰다.
평공 3년(기원전 573년), 초나라의 침공을 받아 팽성을 뺏겼고, 팽성은 어석의 봉읍이 되었다. 평공 4년(기원전 572년)에는 진나라를 주축으로 한 제후연합군이 팽성을 함락해 송나라에 돌려주고 어석을 죽였다. 초나라와 정나라의 공격을 받아 정나라의 자연(子然)에게 견구(犬丘)를 빼앗겼다.
평공 치세 초기에는 이웃한 정나라가 초나라와 진나라 사이를 오갔고, 송나라는 줄곧 진나라 편에 섰기에 진나라의 통솔을 받아 정나라를 공격했으며 초나라의 편을 든 정나라의 공격을 받았다. 평공 12년(기원전 564년)에 진나라와 함께 정나라를 공격했다. 평공 13년(기원전 563년) 6월에는 초나라 영윤 자낭(子囊)과 정나라 자이(子耳)의 공격을 받아 위나라의 구원을 받았으며, 7월에는 자낭과 자이가 노나라를 치다 돌아오면서 송나라의 소읍을 공격, 함락시켰다. 평공은 진 도공이 송나라를 구원하기 위해 연 회맹에 참석하고 정나라 보복 공격에도 참여했으나, 진 도공의 이 둘째 출병은 초나라 공자 정(公子貞 = 자낭)이 정나라를 구원하자 일단 물러서면서 정나라는 다시 초나라 편에 붙었다. 평공 14년(기원전 562년)에는 초나라와 정나라의 연합 공격을 받았다. 그러나 이 공격은 정나라가 진나라에 귀순하기 위해 진나라가 초나라에 노를 격발하여 초나라를 크게 쳐 초나라를 완전히 꺾어주기를 기대한 수작이었다. 4월, 평공은 진 도공이 다시 정나라를 토벌하기 위해 소집한 제후연합군에 참여했고, 상술이 먼저 정나라 동문 밖에 주둔했다. 정나라는 6월에 제후연합군에 화친을 청했다. 초나라에서는 자낭을 보내고 또 진나라에 원군을 청해 정나라를 치니, 정나라는 바로 초 · 진나라에 항복하고 또 송나라를 쳤다. 평공은 진 도공이 9월에 다시 소집한 제후연합군에 참여해 정나라를 공격했다. 이번에는 초나라가 정나라를 구원하지 못해, 결국 정나라는 진 도공에게 넘어갔다. 그 때문에 송나라는 평공 15년(기원전 561년)에 초나라 자낭과 진나라 서장 무지(無地)에게 보복 공격을 당했다.
평공 20년(기원전 556년)에는 장조(莊朝)에게 진나라를 공격하게 해, 진나라 사도 앙(卬)을 사로잡았다.
이해, 우사(右師) 화열(華閱)이 죽자 화열의 아우 화신(華臣)이 화열의 아들 화고비(華皐比)를 핍박해 도적을 시켜 화고비의 가재 화오(華吳)를 암살하고 화오의 아내를 유폐 · 협박했다. 평공은 화신을 축출하고자 했으나 좌사 상술이 말려 일단 일을 불문에 붙였는데, 11월에 미친개가 화신의 집으로 들어가고 개를 쫓는 사람들이 따라들어오자 화신은 제풀에 겁을 먹고 진나라로 달아났다. 당시 황국보(皇國父)가 평공을 위해 대를 축조했는데, 수확에 방해를 끼쳐 자한(子罕)이 농한기에 축조하기를 청했으나 평공은 허락하지 않았다.
평공 21년(기원전 555년)에는 누차 노나라를 공격해 패자 진나라에 도전한 제나라의 영공을 응징하고자 한 진나라의 제후연합군에 가담해 제나라를 공격했고(평음 전투), 이 연합군은 제나라의 서울 임치까지 나아갔고, 연합군 중 정나라가 초나라의 공격을 받자 회군하고 축아에서 회맹하고 해산했다.
평공 39년(기원전 537년) 가을, 평공이 참소를 듣고 태자 좌를 죽이고 공자 좌(송 원공)를 태자로 책봉했다. 전말은 이러하다. 초나라 사자가 진나라에 가다가 송나라를 지나가자 사자와 면식이 있던 태자 좌가 청해 사자를 접대했다. 태자와 원한이 있던 태자의 내사(內師)인 시인 혜장이려(惠牆伊戾)가 태자를 시종하기를 청하자 이를 받아들였는데, 이려는 초나라 사자와 결맹한 것처럼 꾸며 태자 좌가 군위를 얻고자 초나라 사자와 결맹했다고 모함했다. 송 평공이 조사해 보니 이려가 꾸며놓은 증거가 있었다. 평공은 공자 좌 생모인 첩 기(棄)와 좌사 상술(向戌)에게 물었는데 모두 태자 좌에게 불리하게 증언했다. 결국 평공은 태자를 가두었다. 태자 좌는 공자 좌에게 사면을 청하고 정오를 기한으로 정했는데, 이를 들은 좌사는 공자 좌를 잡아두어 제때 찾아가지 못하게 하니 태자 좌는 자살하고 공자 좌가 대신 태자가 됐다. 이후, 옛 태자 좌의 무고를 안 평공은 이려를 팽형에 처했다.
평공 44년(기원전 532년), 평공은 죽었다. 아들 원공 좌가 계승했다.

## 가계
- 송 공공
  - 태자 비
  - 송 평공
    - 태자 좌(痤)
    - 송 원공